# Lenguas arikem
La subfamilia de lenguas arikem es un conjunto de dos lenguas amerindias habladas en Brasil. Una lengua del grupo se halla extinguida, y la otra en peligro de extinción. Es una subfamilia del tronco tupí, la de mayor extensión geográfica en el territorio de América del Sur.
| Lengua    | Dialectos | Cobertura geográfica                         | N.º estimado de hablantes | Código ISO/DIS 639-3 |
| --------- | --------- | -------------------------------------------- | ------------------------- | -------------------- |
| arikem    |           | Río Candeias y río Jamari, Rondônia (Brasil) | extinto                   | [ait]                |
| karitiâna |           | Río Candeias, Rondônia (Brasil)              | alrededor de 200          | [ktn]                |